# 姜洪 (宣德進士)
姜洪（1400年—？），字啓洪，號松岡，江西撫州府樂安縣人，軍籍。明朝政治人物。進士出身。

## 生平
正月十六日生。江西鄉試第二十名。宣德八年（1433年）癸丑科會試第七十三名，殿試登進士第三甲第十五名。考选翰林院庶吉士，十年八月授检讨，九載秩滿，正统十年八月升修撰。

## 家族
祖父姜文振。父亲姜懋和。母鄒氏。永感下。兄啓吾。弟啓琳。娶朱氏，继娶王氏。